# NGC 276
NGC 276 je galaksija u zviježđu Kit.

## Vanjske poveznice
- SEDS: NGC 276